# Phagnalon pygmaeum
Phagnalon pygmaeum là một loài thực vật có hoa trong họ Cúc. Loài này được (Sieber) Greuter miêu tả khoa học đầu tiên năm 1975.